# 銚子川
銚子川（日语：／ Chōshi gawa */?）是流经日本三重县南部紀北町的一条二级河川。

## 概要

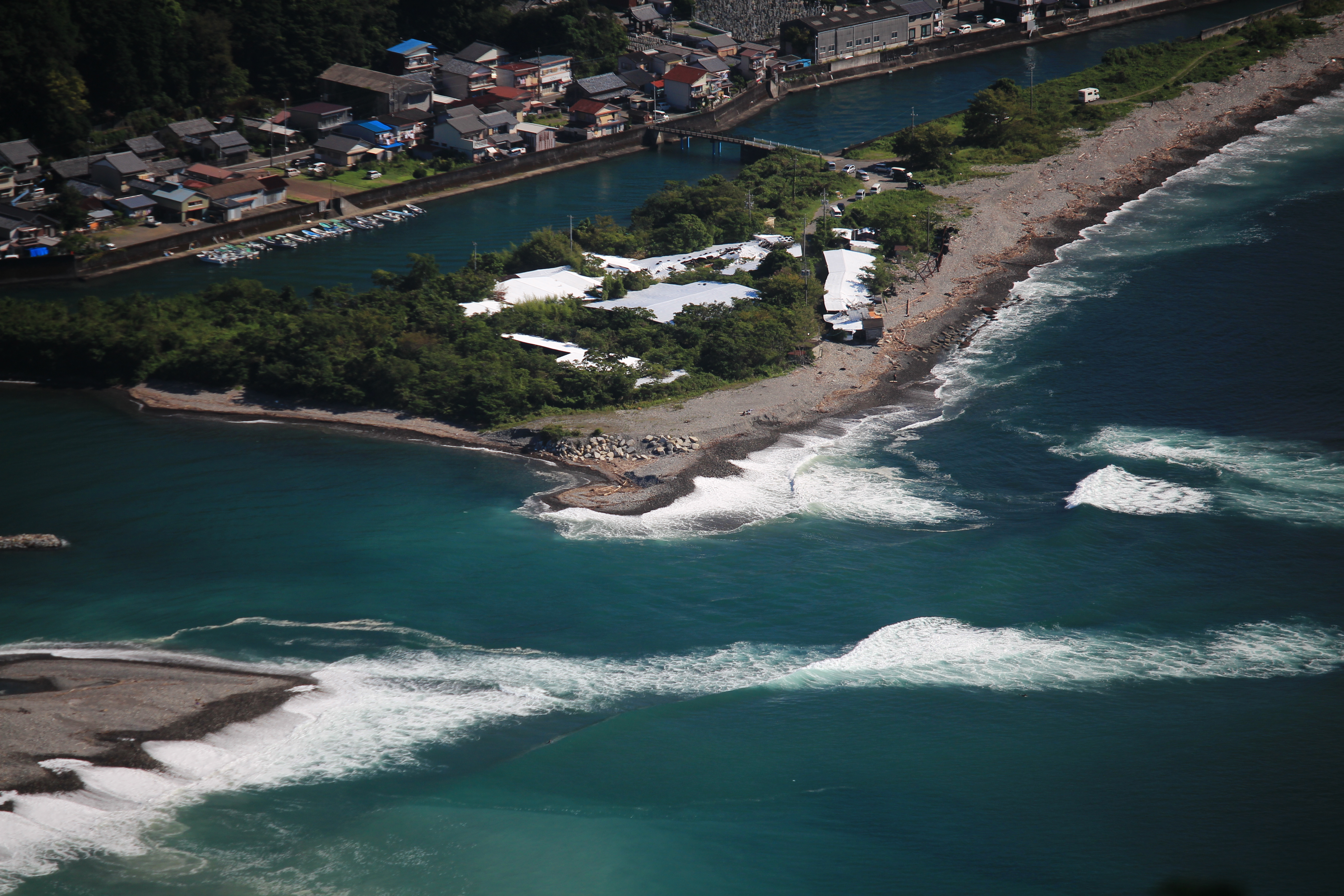
銚子川河口的“摇曳地带”

銚子川发源于海拔1,600米的大台之原山，上游为花岗岩峡谷，并且形成了清五郎瀑布，中游奇石林立，形成了鱼飞溪景观，在纪北町以南地域注入熊野滩时，因河海交匯處透明度极高，形成了“摇曳地带”。全长仅17公里，但因落差较大、流域内人口较少而保留了良好的水质，且拥有极高的透明度。而流域内伏流的存在是銚子川高透明度的主要成因之一。
銚子川流域内森林资源丰富，自古林业发达，此外，因为野菜甚多，当地的虎杖料理等野菜料理也比较有名。
2016年，科学家在銚子川的地下河中发现了新的虾物种。
2018年，NHK特集拍摄了与銚子川相关的纪录片，并称之为“奇迹的清流”。
銚子川附近有撒种权兵卫的庭园